# Laphria alternans
Laphria alternans là một loài ruồi trong họ Asilidae. Laphria alternans được Wiedemann miêu tả năm 1828.